# Комарова (Тобольский район)
Комарова — упразднённая деревня в Тобольском районе Тюменской области России. Входила в состав Санниковского сельсовета. Упразднена в 2004 году, в связи с прекращением существования.

## География
Располагалась на левом берегу реки Комарица, в 2,8 километрах (по прямой) к юго-востоку от деревни Араповская.

## История
До 1917 года входила в состав Бухарской волости Тобольского уезда Тобольской губернии. По данным на 1926 год юрты Комаровские состояли из 77 хозяйств. В административном отношении входили в состав Масловского сельсовета Тобольского района Тобольского округа Уральской области.

## Население
| 1989 | 2002 |
| ---- | ---- |
| 11   | ↘0   |

По данным переписи 1926 года в юртах проживало 297 человек (156 мужчин и 141 женщина), в том числе: сибирские татары составляли 100 % населения.